# Arturo Yamasaki
Arturo Yamasaki Maldonado (Lima, 11 maggio 1929 – Città del Messico, 23 luglio 2013) è stato un arbitro di calcio peruviano naturalizzato messicano.

## Carriera
Nato in Perù, di origini paterne giapponesi, fino al 1966 rappresentò le insegne della Federazione calcistica del Perù, prima di trasferirsi in Messico ed ottenere la nuova affiliazione.
Partecipò a tre edizioni dei Mondiali di calcio: nel 1962, in Cile diresse la semifinale Brasile-Cile; nel 1966 in Inghilterra arbitrò i padroni di casa contro la Francia; infine nel 1970 arrivò l'esperienza più intensa, con la direzione di una delle semifinali allo Stadio Azteca di Città del Messico: Italia-Germania Ovest 4-3.
Il suo palmarès è arricchito anche dalla tripla finale di Coppa Libertadores 1965 (Independiente-Peñarol), dalla sfida di ritorno della Coppa Intercontinentale 1965 (Independiente-Inter), dalla partecipazione alla Copa America 1963 in Bolivia e al torneo calcistico dei Giochi olimpici 1968 a Città del Messico dove diresse due gare entrambe a Guadalajara (Ungheria-Israele 2-0 e il quarto di finale Ungheria-Guatemala 1-0) e fu poi assistente al connazionale Diego De Leo nella finalissima in cui l'Ungheria batté per 4-1 la Bulgaria. Nel 1978 la FIFA gli ha conferito il prestigioso "FIFA Special Award".
Nel 1975 decise di terminare la carriera arbitrale, e da quel momento comincia la sua ascesa come apprezzato dirigente, culminata nel 2003 con la nomina a Capo della Commissione arbitrale messicana in sostituzione del dimissionario Edgardo Codesal Méndez. Nel 2006 terminò il suo incarico ma nel 2008 si è candidato alla guida dei direttori di gara peruviani, senza tuttavia essere scelto dalla Federazione.
È morto a Città del Messico il 23 luglio 2013 all'età di 84 anni.